# Nowosielenginsk
Nowosielenginsk (ros. Новоселенгинск) – osiedle w Rosji, w Buriacji, w rejonie sielengińskim. W 2010 liczyło 2067 mieszkańców.